# Khủng bố ở Little Saigon
Khủng bố ở Little Saigon  (tiếng Anh: Terror in Little Saigon) là tên một phóng sự điều tra do Frontline (chương trình chiếu phim tài liệu điều tra truyền hình lâu đời nhất của Mỹ) và ProPublica (một cơ sở truyền thông độc lập, phi lợi nhuận sản xuất phóng sự điều tra vì lợi ích công cộng) thực hiện. Phóng sự "Khủng bố ở Little Saigon" nói về những hành động khủng bố trong cộng đồng người Việt ở Mỹ liên quan đến vụ năm nhà báo người Mỹ gốc Việt ở các thành phố trên khắp nước Mỹ được cho là đã bị ám sát bởi tổ chức Mặt trận Quốc gia Thống nhất Giải phóng Việt Nam (hay còn gọi là Mặt trận Hoàng Cơ Minh - theo BBC)-lãnh đạo bởi cựu Phó Đề đốc Hải quân Việt Nam Cộng hòa Hoàng Cơ Minh, là tiền thân của tổ chức chống chính quyền và bị chính quyền Việt Nam liệt vào dạng tổ chức khủng bố có tên Việt Nam Canh tân Cách mạng đảng (gọi tắt là Việt Tân). Từ những tài liệu trong bộ phim này, Ủy ban Bảo vệ Ký giả (CPJ) vào ngày 01 tháng 6 năm 2016 lên tiếng kêu gọi Bộ Tư pháp Hoa Kỳ và Cục Điều tra Liên bang Mỹ (FBI) mở lại cuộc điều tra về trường hợp 5 nhà báo Mỹ gốc Việt bị sát hại trong khoảng thời gian từ năm 1981 tới năm 1990.

## Bối cảnh trong nước
Ở Việt Nam trước đó cũng đã có những âm mưu ám sát ký giả vì những mục đích chính trị. Theo hồi ký "Bốn mươi năm nói láo" của Vũ Bằng, một nhà báo tác nghiệp tại miền Nam thập niên 1960 và ngầm ủng hộ những người Cộng sản, nhiều nhà báo đã bị đe dọa, bắt giữ hoặc ám sát vì viết trái ý chính phủ Ngô Đình Diệm. Ông viết: "Tất cả những tin tức liên quan đến vấn đề tàn sát Phật tử, đàn áp Phật giáo, kể cả những mánh lới bỉ ổi mà vợ chồng Ngô Đình Nhu đưa ra để "mua" phái đoàn điều tra về vụ Phật giáo do Liên Hợp Quốc cử sang (chụp hình các thành viên của phái đoàn Liên Hợp Quốc đang mua dâm trong những ngày làm việc ở Sài Gòn), nhà báo có thể đem ra viết mười năm không hết, nhưng rút cục không có một tờ báo chính thức nào dám viết, vì Diệm, Nhu và tất cả các tay sai của họ lúc nào cũng sẵn sàng cho những nhà báo phản đối xuống hầm kín hay bắn một phát vào đầu, cán xe hơi, bịt mắt đem đi rồi đâm hàng trăm nhát, chất thành một đống, cho xuống bè thả ra sông."
Theo tờ RFA, nhà báo Từ Chung, Tổng thư ký nhật báo Chính Luận, một tờ báo chống cộng nổi tiếng thời bấy giờ đã bị bắn vào trưa ngày 30 tháng 12 năm 1965, hai đặc công Mặt trận dân tộc đã ám sát Từ Chung và hành động này đã được công khai tuyên dương trên mặt báo sau năm 1975. Tháng 4, 1966 nhà văn kiêm nhà báo Chu Tử bị bắn ngay trước nhà trong con hẻm trường Hoài An, Phú Nhuận - vỡ một mảnh hàm nhưng sống sót.
Năm 1975, để ngăn chặn các nhà báo đưa tin về việc việc thất trận tại Tây Nguyên, Tổng thống Nguyễn Văn Thiệu bỏ tù 19 nhà báo và đóng cửa 5 tờ báo. Sự gia tăng thù địch của chính quyền Nguyễn Văn Thiệu đối với báo chí nước ngoài đã đưa tới việc cảnh sát Sài Gòn ra lệnh cho ký giả của Agence France-Presse là Paul Leandri phải tới Tổng Nha Cảnh Sát để thẩm vấn. Leandri đã cưỡng lại cuộc thẩm vấn, toan lái xe bỏ đi, và đã bị cảnh sát Sài gòn bắn chết. Paul Leandri chết khi mới 37 tuổi, để lại vợ trẻ mới mang thai 4 tháng.

## Nội dung
Từ 1981 đến 1990, năm nhà báo người Mỹ gốc Việt và 2 người ngoài cuộc ở các thành phố trên khắp nước Mỹ đã bị ám sát, nhiều người khác trong cộng đồng ngượi Việt ở Mỹ cũng đã bị đe dọa và khủng bố.
Theo FRONTLINE và ProPublica, tất cả những nhà báo bị sát hại đều làm việc cho những tờ báo tiếng Việt có lượng lưu hành nhỏ phục vụ cộng đồng người Việt Nam tị nạn ở Mỹ sau khi Sài Gòn sụp đổ vào cuối tháng 4 năm 1975. FRONTLINE và ProPublica đã điều tra, khám phá và phát hiện một điểm tương đồng giữa các nạn nhận là: những nhà báo này đều đã có những bài viết chỉ trích một tổ chức chống Đảng Cộng sản Việt Nam nổi tiếng có tên là Mặt trận Quốc gia Thống nhất Giải phóng Việt Nam (hay còn gọi là Mặt trận Hoàng Cơ Minh) vì việc muốn khởi động lại cuộc chiến tranh Việt Nam. Các đặc vụ FBI tin rằng các vụ ám sát các nhà báo, đánh bom và hành hung vào khoảng thời gian này được thực hiện theo lệnh của Mặt trận Hoàng Cơ Minh. Những tài liệu điều tra của FBI đã đưa ra các lý luận về việc Mặt trận Hoàng Cơ Minh đe dọa hoặc xử tử những ai khinh thường tổ chức này, hay đôi khi đơn giản chỉ là những ai có cảm tình với Đảng Cộng sản Việt Nam. Tuy nhiên họ vẫn chưa thực hiện được bất cứ vụ bắt giữ nào và phải khép lại vụ án vào 2 thập kỷ trước.
Nhóm điều tra của FRONTLINE và ProPublica đã lần theo dấu vết và tìm ra những cựu thành viên tổ chức này. Theo phóng viên A.C. Thompson, chính 5 cựu thành viên đã thừa nhận rằng "Mặt trận" từng thành lập một đội ám sát bí mật có bí danh K-9 để thực hiện các vụ ám sát nói trên. Đồng thời, các nhà báo điều tra cũng phát hiện những vụ ám sát mới, có thể liên quan đến nhóm này ở ngoài nước Mỹ. Tony Nguyễn, một nhà làm phim trẻ người Việt Nam, là một trong những nhà sản xuất phim này.
Về nạn nhân của K-9: Trong khoảng thời gian từ 1981 đến 1990, 5 nhà báo và 2 người ngoài cuộc đã bị bắn chết hoặc chết cháy trong các vụ ám sát. Theo Ủy ban Bảo vệ Nhà Báo Hoa Kỳ và Hội Nhà Báo Hoa Kỳ, có ít nhất 15 vụ ký giả cư trú ở Hoa Kỳ bị giết khi đang làm công việc của mình tại Mỹ và Canada kể từ năm 1976.
- Ngày 21 tháng 7 năm 1981: Nhà báo Dương Trọng Lâm, 45 tuổi, chủ bút tờ Cái Đình Làng, bị bắn chết tại San Franciso, bang California. Một nhóm đã nhận trách nhiệm vụ này, lúc đó "Mặt trận" chưa ra đời. Nhưng những điều tra mới cho thấy, nhóm này là tiền thân của K-9.[10] Theo ông Đỗ Thông Minh, một trong những người sáng lập Mặt Trận,[13] nhóm Mặt Trận đã được thành lập năm 1980.[2]
- Ngày 24 tháng 8 năm 1982: Nhà báo Nguyễn Đạm Phong lúc đó 48 tuổi hay còn gọi là Ký giả Đạm Phong là người sáng lập tờ Tự do tại Houston, bang Texas, bị ám sát tại nhà riêng.[10] Ông Đạm Phong đã từng bị đe dọa vì ông đã cho in những bài viết chất vấn những hoạt động gây quỹ của Mặt Trận Hoàng Cơ Minh.[14] Sau đó ông đã bị nã 07 phát đạn vào người.
- Ngày 9 tháng 8 năm 1987: Phạm Văn Tập (bút danh Hoài Điệp Tử), 45 tuổi, biên tập của tờ tuần san Mai, thiệt mạng khi văn phòng của ông bị đốt vào sáng 9.8.
- Ngày 22 tháng 11 năm 1989: Đỗ Trọng Nhân, 56 tuổi, biên tập viên dàn trang cho tạp chí Văn nghệ Tiền phong, bị bắn chết trong ô tô riêng tại hạt Fairfax, bang Virginia.
- Ngày 22 tháng 9 năm 1990: Lê Triết, 61 tuổi, nhà bình luận của tạp chí Văn nghệ Tiền phong, bị bắn chết khi đang đỗ xe trước nhà riêng. Vợ của ông và một người qua đường cũng thiệt mạng trong vụ xả súng.[10]

Ngoài ra, nhà văn và nhà hoạt động Đoàn Văn Toại là một trong những người đã bị ám sát vì viết bài chỉ trích Mặt trận Hoàng Cơ Minh mà vẫn còn sống. Năm 1989, ông ta bị bắn vào mặt ở gần nơi ông cư trú, Fresno, California. Ông Toại không đưa ra kết luận ai phải chịu trách nhiệm nhưng ông biết mình trở thành mục tiêu bởi vì những bài viết và tuyên bố công khai của mình, ông ngừng viết và rút lui khỏi tầm mắt công chúng ngay sau đó.
Bùi Anh Thư, viết trên mạng, kể là chính ông là một trong những người bị gọi điện thoại đe dọa tính mạng và cho biết, ngoài ra còn có những vụ ám sát hụt (như vụ ám sát giáo sư Cao Thế Dung).

## Phản ứng của Việt Tân
Theo BBC, Đảng Việt Tân, vốn xem Hoàng Cơ Minh là chủ tịch sáng lập đảng, đã mạnh mẽ phản đối bộ phim này vì nội dung của nó. Trong thông cáo báo chí đề ngày 4 tháng 11 năm 2015 trên trang web của mình, Đảng Việt Tân viết: "Khẳng định Mặt Trận Quốc gia Thống Nhất Giải Phóng Việt Nam hoàn toàn không có liên hệ gì đến cái chết của những ký giả gốc Việt mà nhóm phóng viên Richard Rowley và A.C. Thompson của ProPublica cáo buộc..." Cùng ngày, ông Hoàng Tứ Duy, phát ngôn nhân đảng Việt Tân đã gửi đến tổ chức Frontline và ProPublica một lá thư nhằm yêu cầu điều tra nội bộ về phóng sự "Terror in Little Sai Gon" vì có quá nhiều thiên kiến và những cáo buộc sai lầm. Thí dụ trường hợp đầu tiên của năm ký giả bị sát hại, ông Dương Trọng Lâm bị giết vào tháng 7 năm 1981 khi Mặt Trận vẫn chưa thành lập tại Hoa Kỳ mãi cho đến năm 1982. Tuy nhiên nhiều nguồn thông tin cho thấy rằng nhóm này đã được thành lập từ 30 tháng 4 năm 1980 tại California.
Trong bài trả lời phỏng vấn của BBC ngày 9/11/2015, ông A. C. Thompson-phóng viên và tác giả của bộ phim nói rằng ông đã cố tìm cách phỏng vấn các cựu lãnh đạo và nhiều thành viên Mặt Trận (mà vẫn còn liên hệ với Việt Tân) trong nhiều tháng nhưng đều bị từ chối. Ngoài ra A.C.Thompson còn nói: "Tôi đã công bố thông tin thu thập được từ các cuộc nói chuyện với một đại diện của Việt Tân từ lâu trước khi chúng tôi chạy bài và phát bộ phim. Tôi khuyến khích nhóm này phản bác thông tin mà chúng tôi đã chia sẻ. Nhưng họ không làm; thay vì thế, Việt Tân lại ra thông cáo báo chí công kích."

## Phỏng vấn báo chí
Kinh tế gia Nguyễn Xuân Nghĩa, đã từng là vụ trưởng Vụ Tuyên Vận của Mặt Trận và cũng được phỏng vấn trong phim, nói với báo Người Việt về tài liệu dài 72 trang đi kèm, có tên "Terror in Little Saigon, an Old War comes to a New Country," do phóng viên A.C. Thompson biên soạn, do trang mạng Frontline công bố hôm 3 tháng 11: "Một nhảm nhí của truyền thông Mỹ xuyên tạc và không trung thực!", rồi kết luận: "Cuộc chiến Việt Nam ngày xưa đã là nạn nhân của truyền thông Mỹ, bây giờ cả cộng đồng người Việt vẫn còn là nạn nhân của truyền thông Mỹ."
Trong cuộc phỏng vấn với báo Người Việt, phóng viên A.C. Thompson lấy cơ hội này để nhắn nhủ với cộng đồng người Việt: "Tôi thật tình không muốn làm buồn lòng cộng đồng người Việt, không muốn vẽ lên một hình ảnh xấu cho cộng đồng người Việt. Chỉ là chúng tôi rất nóng lòng trong việc tìm công lý cho những ký giả gốc Việt, mà chúng tôi xem là đồng nghiệp, bị giết. Làm việc cùng với chúng tôi còn có những phóng viên người Việt khác, chăm chú đọc scripts, biên tập phim, không phải chỉ có đám phóng viên người Mỹ chúng tôi mà thôi" Trong cuộc phỏng vấn của đài BBC có sự tham dự của ông Hoàng Tứ Duy, phát ngôn nhân của Việt Tân, A.C. Thompson cho biết họ vẫn tiếp tục điều tra "ai đã ra lệnh hay ai đã bắn".
Thiếu tá không quân VNCH Bằng Phong Đặng Văn Âu viết bài kể là chính ông và ông Trần Văn Nghiêm-cựu Hội Trưởng Hội ái hữu KQ Houston cũng đã bị nhiều cú điện thoại đe dọa tính mạng khi ông với tư cách chủ bút Giai phẩm Lý Tưởng đã cho đăng bài của nhà văn Đào Vũ Anh Hùng (một quân nhân KQ khác) vào năm 1988 nêu những nghi ngờ về sự minh bạch trong các hoạt động của Mặt trận Hoàng Cơ Minh.

## Con của nạn nhân
Ông Nguyễn Thanh Tú lúc cha bị ám sát 19 tuổi, con trai nhà báo Nguyễn Đạm Phong, một gia đình 10 người con, trong cuộc phỏng vấn với báo Người Việt lập lại, là trước khi cha ông bị ám sát, đã có rất nhiều cú gọi điện thoại nhân danh Mặt trận đe dọa. Mặt trận đã de dọa sẽ giết bố ông sau khi ông này vạch trần việc Mặt Trận làm giả những bức ảnh "chiến khu ở Việt Nam" để vận động Việt kiều quyên góp tiền cho tổ chức:
Tôi là một nhân vật trong phim Terror in Little Saigon. Mặt Trận cứ việc tha hồ phủ nhận rằng không hề biết có đơn vị K9. Tôi có thể nói với quý vị rằng gia đình tôi ngày nào cũng liên tiếp phải nhận những lời hăm dọa từ Mặt Trận…
…Cha tôi, Nguyễn Đạm Phong, đã dành số báo Tự Do cuối cùng của ông để phơi bày sự gian lận của các lãnh đạo Mặt Trận. Điều trớ trêu là, nhiều người quay lưng với cảnh sát của thành phố Houston, và cơ quan FBI khi cha tôi bị ám sát vào năm 1982, rất có thể giờ đây đồng ý là quan điểm của bố tôi đúng. Vấn đề là, ông đã đúng, nhưng ông đi trước mọi người những 33 năm. Tôi là nhân chứng cho "sự thực" còn sống, chứ không phải những lời đồn đại. Tôi từng tham dự những buổi gặp gỡ thành viên Mặt Trận với bố tôi và chứng kiến những chiến thuật họ sử dụng, từ mua chuộc đến hăm dọa."
...Bố tôi qua tới Thái Lan mới khám phá ra sự thật... Bố tôi qua đó thì mới biết cái trại mà họ nói có 10 ngàn quân, là chỗ ở Thái Lan chứ không phải ở Việt Nam. Chẳng những không có 10 ngàn người, mà chỉ có vài trăm người, mà trong đó còn có người Thái và người Lào đứng vào đó để chụp hình, để quay phim, để đem về quảng cáo. Bố tôi tìm được sự việc này, bay về, chuẩn bị cho ra một số báo để vạch trần những việc đó. Biết như vậy, Mặt Trận gặp bố tôi để hăm dọa một lần cuối.
Họ nói rõ ràng, không nói khéo gì cả. Họ không xưng tên, chỉ nói là người làm cho Mặt Trận, hay đại diện cho Mặt Trận. Bố tôi biết mà, biết là mình bị Mặt Trận dọa thủ tiêu. Khi gọi cho bố tôi, họ nói: "Nếu không dừng lại thì sẽ sắp là những giờ cuối cùng của đời mày."
Giữa hai người, ông Nguyễn Xuân Nghĩa và A.C. Thompson thì tôi tin A.C. Thompson hơn. Vì ngoài ông Thompson còn có mấy người nữa cũng ngồi đó nghe câu ông Nghĩa nói. Mấy người đó họ nghe xong câu đó là họ báo cho boss biết liền. Vả lại, ông A.C. là phóng viên, mấy người nghe cũng là phóng viên, là nhà báo, như nhà báo Hà Giang, như những nhà báo khác. Họ là nhà báo, họ cần gì phải nói dối, phải dựng chuyện? Danh dự và tiếng tăm của nhà báo nó quan trọng hơn chứ? Tại sao những nhà báo này phải hy sinh điều đó?